# Kovajärvi (sjö i Kajanaland, Kehys-Kainuu)
Kovajärvi är en sjö i Finland. Den ligger i kommunen Suomussalmi i den ekonomiska regionen  Kehys-Kainuu  och landskapet Kajanaland, i den nordöstra delen av landet, 600 km norr om huvudstaden Helsingfors. Kovajärvi ligger 230 meter över havet. Den är 8,2 meter djup. Arean är 64,2 hektar och strandlinjen är 4,2 kilometer lång. Sjön  ingår i Uleälvens huvudavrinningsområde.   Den ligger vid sjön Matalajärvi. Den sträcker sig 0,9 kilometer i nord-sydlig riktning, och 1,3 kilometer i öst-västlig riktning.
I övrigt finns följande vid Kovajärvi:
- Matalajärvi (en sjö)